# Journey to the Center of the Earth (film per la televisione)
Journey to the Center of the Earth é un film per la televisione statunitense del 2008 diretto da T.J. Scott.

## Trama
Alla fine degli anni '70 del '800, Martha Denninson ingaggia l'archeologo e avventuriero Jonathan Brock, suo nipote Abel e i suoi soci per rintracciare suo marito Edward, scomparso mentre cercava un passaggio nel centro della Terra.